# Christoph Stender
Christoph Stender (* 1957 in Düsseldorf) ist katholischer Pfarrer und Schriftsteller. Er war Vorsitzender mehrerer Organisationen und 16 Jahre lang Leiter der Katholischen Hochschulgemeinde Aachen. Von Januar 2017 bis Juli 2022 war Stender Geistlicher Rektor des Zentralkomitees der deutschen Katholiken (ZdK).

## Lebenslauf
Im Jahr 1982 erwarb Stender das Diplom der Religionspädagogik an der Katholischen Hochschule Nordrhein-Westfalen in Paderborn. 1984 erwarb er den Bachelor in Philosophie an der Philosophisch-Theologischen Hochschule Sankt Georgen und zwei Jahre später das Diplom in Theologie an derselben Hochschule. Im Jahr 1987 folgte die Priesterweihe im Aachener Dom durch den damaligen Bischof Klaus Hemmerle. In der Zeit von 1987 bis 1992 übernahm er als Kaplan die Aufgabe der Seelsorgers in St. Philippus und Jakobus und St. Katharina in Schleiden-Wolseiffen-Herhahn (Eifel). Er war ab 1988 zusätzlich zuständig für die Jugendseelsorge in der Region Eifel, und Religionslehrer am Clara-Fey-Gymnasium in Schleiden.
In der Zeit von Herbst 1992 bis Anfang 2009 leitete er als Hochschulpfarrer die Katholische Hochschulgemeinde Aachen. Von 1993 bis 1999 wurde er zusätzlich Vorstandsmitglied der Einigung katholischer Studierender an Fachhochschulen (EKSF). Seit 1994 leitete Stender vier Jahre lang den Kurs zur Ausbildung der Pastoral- und Gemeindeassistenten des Bistums Aachen. In den Jahren 1995 bis 1997 erhielt er Lehrauftrag in katholischer Theologie an der Katholischen Fachhochschule NRW. Von 1997 bis 2001 war er Vorsitzender der Konferenz für Katholische Hochschulpastoral (KHP) in den deutschsprachigen Ländern sowie von 2000 bis 2005 des Forum Hochschule und Kirche. Im Jahr 2003 wurde er Lehrbeauftragter am Institut für Erziehungswissenschaften an der Rheinischen Friedrich-Wilhelms-Universität Bonn. 2008 wurde er zum geistlichen Beirat der internationalen Pax-Christi-Bewegung der deutschen Sektion im Bistum Aachen gewählt. Am 1. April 2009 hat er die Leitung der Katholischen Hochschulgemeinde Aachen weitergegeben. Seitdem leitet er das Mentorat an der RWTH Aachen, eine bischöfliche Einrichtung, die die Studierenden der Katholischen Theologie ergänzend zum Studium auf ihrem Weg begleitet, Religionslehrer/Religionslehrerin zu werden. Er ist ebenfalls seit 2009 im Bundesvorstand der Mentorate.
Von Januar 2017 bis Juli 2022 war Stender Geistlicher Rektor im Zentralkomitee der deutschen Katholiken (ZdK).
Seit August 2022 ist Stender beauftragt zur Mitarbeit in der Seelsorge in der Region Aachen Stadt und seit September 2024 Diözesanseelsorger des Malteser-Hilfsdienstes e. V. in der Diözese Aachen.

## Buchpublikationen
- Christoph Stender, „Für mich ist was drin. Ein Adventskalender für Erwachsene“, Bergmoser + Höller Verlag, Aachen 1997, ISBN 3-88997-085-0
- Christoph Stender, „Mit beiden Beinen auf die Erde. Weihnachten zum An-denken. Ein Erste-Hilfe-Kurs zur Christgeburt in Theorie und Praxis“, Bergmoser und Höller, Aachen 1996, ISBN 3-88997-072-9
- Christoph Stender, „Ich will mein Leben. Mit jungen Menschen auf dem Weg durch die Kar- und Ostertage“, Bergmoser und Höller, Aachen 1997, ISBN 3-88997-078-8
- Christoph Stender, „Dank dir auf den Leib geschrieben. Ein Geschenk zum Weiterdenken“, Bergmoser und Höller, Aachen 2000?, ISBN 3-88997-111-3
- Christoph Stender (Text) und Pit Siebigs (Fotos), „Domgefühl und Schatzeinsichten. Guide, Erinnerung, Geschenk“, Einhard Verlag Aachen 2005, ISBN 3-936342-43-1
- Christoph Stender (Text) und Pit Siebigs (Fotos), „Wenn Träume landen. Der Aachener Dom belichtet in Wort und Bild“, Einhard Verlag Aachen 2006, ISBN 978-3-936342-57-4
- Christoph Stender (Text) und Pit Siebigs (Fotos), „Pilgern ist Leben. Vom Glauben erzählt aus dem Aachener Dom“, Einhard Aachen 2007, ISBN 978-3-936342-61-1
- Christoph Stender und Heike Nelsen-Minkenberg (Text), Pit Siebigs (Fotos), „Der Aachener Dom“, Einhard Verlag Aachen 2008, ISBN 978-3-936342-66-6
- Christoph Stender, „Clara Fey. Kinder sind Zukunft“, Aachen 2013, ISBN 978-3-943748-17-8 (liegt auch in Spanischer Übersetzung vor)
- Christoph Stender & Michael Lejeune, "Verschlossen und aufgeschlagen – Die Schlösser des Marienschreins und die Heiligtumsfahrt zu Aachen, Verlag Schnell + Steiner 2014, ISBN 978-3-7954-2835-8
- Christoph Stender,„Aachen und sein Dom: Durchblicke – Auf verschiedenen Wegen durch Gegenwart und Geschichte“ Einhardverlag Aachen 2014, ISBN 978-3-943748-23-9
- Christoph Stender & Heike Nelsen – Minkenberg (Text), Michael Lejeune (Fotos), „Der Aachener Dom“, überarbeitete und erweiterte Ausgabe, Einhard Verlag Aachen 2015, ISBN 978-3-943748-31-4
- Christoph Stender & Michael Lejeune, „Kraft aus einem ANDEREN LEBEN – Clara Fey“. Herausgeber Stiftung Clara Fey. Einhard Verlag Aachen 2018, ISBN 978-3-943748-46-8